# Portugalski lazar
Portugalski lazar (znanstveno ime Arion lusitanicus) je vrsta lazarjev, endemična za Portugalsko. Pogosto ga zamenjujejo za španskega lazarja (Arion vulgaris).

## Opis
Ta vrsta lazarjev je rdeče do rdeče rjave barve in doseže dolžino od 15 do 20 cm. V zemljo na leto samice odložijo od 300 do 400 jajčec, odrasle živali pa živijo od 12 do 14 mesecev.